# Next Generation ATP Finals 2023
Le Next Generation ATP Finals 2023 sono state un torneo di tennis che si sono disputati sul cemento indoor, 6ª edizione delle Next Generation ATP Finals. Questo torneo di fine anno, dedicato ai migliori giocatori Under-21 dell'ATP Tour 2023, si è giocato al King Abdullah Sports City Stadium di Gedda, in Arabia Saudita, dal 28 novembre al 2 dicembre.
Brandon Nakashima era il detentore del titolo, ma non ha potuto partecipare a questa edizione in quanto ha superato il limite di età.

## Partecipanti
Partecipano i migliori classificati della ATP Race to Jeddah. I giocatori non devono aver superato i 21 anni d'età.
- Qualificati alle Next Gen ATP Finals
- Qualificati alle ATP Finals
- Qualificati ma hanno rinunciato al torneo

| Classifica finale della Race to Jeddah (20 novembre 2023) | Classifica finale della Race to Jeddah (20 novembre 2023) | Classifica finale della Race to Jeddah (20 novembre 2023) | Classifica finale della Race to Jeddah (20 novembre 2023) | Classifica finale della Race to Jeddah (20 novembre 2023) |
| #                                                         | ATP Rank                                                  | Giocatore                                                 | Punti                                                     | Anno di nascita                                           |
| --------------------------------------------------------- | --------------------------------------------------------- | --------------------------------------------------------- | --------------------------------------------------------- | --------------------------------------------------------- |
| -                                                         | 2                                                         | Carlos Alcaraz                                            | 8.855                                                     | 2003                                                      |
| -                                                         | 10                                                        | Holger Rune                                               | 3.660                                                     | 2003                                                      |
| -                                                         | 17                                                        | Ben Shelton                                               | 2.145                                                     | 2002                                                      |
| -                                                         | 27                                                        | Lorenzo Musetti                                           | 1.470                                                     | 2002                                                      |
| 1                                                         | 36                                                        | Arthur Fils                                               | 1.158                                                     | 2004                                                      |
| 2                                                         | 66                                                        | Luca Van Assche                                           | 687                                                       | 2004                                                      |
| 3                                                         | 92                                                        | Dominic Stricker                                          | 673                                                       | 2002                                                      |
| 4                                                         | 94                                                        | Alex Michelsen                                            | 653                                                       | 2004                                                      |
| 5                                                         | 100                                                       | Flavio Cobolli                                            | 640                                                       | 2002                                                      |
| 6                                                         | 111                                                       | Hamad Međedović                                           | 582                                                       | 2003                                                      |
| 7                                                         | 118                                                       | Luca Nardi                                                | 533                                                       | 2003                                                      |
| Wildcard                                                  |                                                           |                                                           |                                                           |                                                           |
| 8                                                         | 187                                                       | Abedallah Shelbayh                                        | 311                                                       | 2003                                                      |
| Riserve                                                   |                                                           |                                                           |                                                           |                                                           |
| 9                                                         | 127                                                       | Luciano Darderi                                           | 510                                                       | 2002                                                      |
| 10                                                        | 128                                                       | Arthur Cazaux                                             | 508                                                       | 2002                                                      |

### Gruppi
| Gruppo Verde     | Gruppo Rosso       |
| Arthur Fils      | Luca Van Assche    |
| Dominic Stricker | Alex Michelsen     |
| Flavio Cobolli   | Hamad Međedović    |
| Luca Nardi       | Abedallah Shelbayh |

## Calendario

### Giorno 1: 28 novembre
| Incontri al King Abdullah Sports City Stadium | Incontri al King Abdullah Sports City Stadium | Incontri al King Abdullah Sports City Stadium | Incontri al King Abdullah Sports City Stadium |
| Gruppo                                        | Vincitori                                     | Perdenti                                      | Punteggio                                     |
| --------------------------------------------- | --------------------------------------------- | --------------------------------------------- | --------------------------------------------- |
| Gruppo Verde                                  | Arthur Fils [1]                               | Luca Nardi [7]                                | 2–4, 4–3(6), 4–2, 1–4, 4–2                    |
| Gruppo Verde                                  | Flavio Cobolli [5]                            | Dominic Stricker [3]                          | 4–2, 3(7)–4, 4–1, 4–2                         |
| Gruppo Rosso                                  | Luca Van Assche [2]                           | Abedallah Shelbayh [8/WC]                     | 4–3(5), 3(5)–4, 4–1, 4–1                      |
| Gruppo Rosso                                  | Hamad Međedović [6]                           | Alex Michelsen [4]                            | 4–2, 4–3(3), 3(3)–4, 3(5)–4, 4–3(4)           |

### Giorno 2: 29 novembre
| Incontri al King Abdullah Sports City Stadium | Incontri al King Abdullah Sports City Stadium | Incontri al King Abdullah Sports City Stadium | Incontri al King Abdullah Sports City Stadium |
| Gruppo                                        | Vincitori                                     | Perdenti                                      | Punteggio                                     |
| --------------------------------------------- | --------------------------------------------- | --------------------------------------------- | --------------------------------------------- |
| Gruppo Verde                                  | Dominic Stricker [3]                          | Luca Nardi [7]                                | 4–1, 4–2, 4–2                                 |
| Gruppo Verde                                  | Arthur Fils [1]                               | Flavio Cobolli [5]                            | 4–1, 4–1, 4–2                                 |
| Gruppo Rosso                                  | Abedallah Shelbayh [8/WC]                     | Alex Michelsen [4]                            | 4–2, 1–4, 4–0, 4–0                            |
| Gruppo Rosso                                  | Hamad Međedović [6]                           | Luca Van Assche [2]                           | 4–2, 2–4, 4–3(7), 4–1                         |

### Giorno 3: 30 novembre
| Incontri al King Abdullah Sports City Stadium | Incontri al King Abdullah Sports City Stadium | Incontri al King Abdullah Sports City Stadium | Incontri al King Abdullah Sports City Stadium |
| Gruppo                                        | Vincitori                                     | Perdenti                                      | Punteggio                                     |
| --------------------------------------------- | --------------------------------------------- | --------------------------------------------- | --------------------------------------------- |
| Gruppo Verde                                  | Luca Nardi [7]                                | Flavio Cobolli [5]                            | 3(4)–4, 4–2, 4–3(1), 1–4, 4–3(3)              |
| Gruppo Verde                                  | Arthur Fils [1]                               | Dominic Stricker [3]                          | 4–2, 3(3)–4, 4–2, 4–3(5)                      |
| Gruppo Rosso                                  | Luca Van Assche [2]                           | Alex Michelsen [4]                            | 4–3(0), 3(4)–4, 3(4)–4, 4–1, 4–3(6)           |
| Gruppo Rosso                                  | Hamad Međedović [6]                           | Abedallah Shelbayh [8/WC]                     | 3(6)–4, 4–2, 4–3(5), 4–2                      |

### Giorno 4: 1 dicembre
| Incontri al King Abdullah Sports City Stadium | Incontri al King Abdullah Sports City Stadium | Incontri al King Abdullah Sports City Stadium | Incontri al King Abdullah Sports City Stadium |
| Gruppo                                        | Vincitori                                     | Perdenti                                      | Punteggio                                     |
| --------------------------------------------- | --------------------------------------------- | --------------------------------------------- | --------------------------------------------- |
| Semifinale                                    | Arthur Fils [1]                               | Luca Van Assche [2]                           | 2–4, 4–1, 4–3(1), 4–3(6)                      |
| Semifinale                                    | Hamad Međedović [6]                           | Dominic Stricker [3]                          | 4–3(5), 2–1 rit.                              |

### Giorno 5: 2 dicembre
| Incontri al King Abdullah Sports City Stadium | Incontri al King Abdullah Sports City Stadium | Incontri al King Abdullah Sports City Stadium | Incontri al King Abdullah Sports City Stadium |
| Gruppo                                        | Vincitore                                     | Perdente                                      | Punteggio                                     |
| --------------------------------------------- | --------------------------------------------- | --------------------------------------------- | --------------------------------------------- |
| Finale                                        | Hamad Međedović [6]                           | Arthur Fils [1]                               | 3(6)–4, 4–1, 4–2, 3(9)–4, 4–1                 |

## Campioni

### Singolare
Hamad Međedović ha sconfitto in finale  Arthur Fils con il punteggio di 3(6)–4, 4–1, 4–2, 3(9)–4, 4–1.